# Conor Doyle
Conor Doyle est un joueur de soccer américain né le 13 octobre 1991 à McKinney au Texas. Il joue au poste d'attaquant au Union d'Omaha en USL League One.

## Biographie
Le 18 juillet 2013, Doyle est prêté pour six mois au D.C. United.

## Palmarès
Vierge